# (32377) 2000 QP170
2000 QP170 (asteroide 32377) é um asteroide da cintura principal. Possui uma excentricidade de 0.03233280 e uma inclinação de 5.06338º.
Este asteroide foi descoberto no dia 31 de agosto de 2000 por LINEAR em Socorro.